# 007/ダイヤモンドは永遠に (映画)
『007/ダイヤモンドは永遠に』（ゼロゼロセブン ダイヤモンドはえいえんに、Diamonds Are Forever）は、ガイ・ハミルトン監督の1971年のスパイ/アクション映画。イーオン・プロダクションズ製作の「ジェームズ・ボンド」シリーズ第7作目。原作はイアン・フレミングの同名の小説。
ショーン・コネリーのボンド復帰作であり、ボンド引退作。コネリー復帰のために破格の出演料が払われたが、彼はその全額をスコットランド国際教育基金に寄付した。もう一つの条件として、興行収入の10パーセント、ユナイテッド・アーティスツがコネリーの望む作品2本の製作費を提供することが提示され、それにより製作されたのが『怒りの刑事』だった。
前作の『女王陛下の007』は、ハリー・サルツマン主導による原作に比較的忠実な作品であったが、本作はアルバート・R・ブロッコリ主導の娯楽性を重視した作品となっている。ゲイの殺し屋が登場するのは原作どおりだが、映画ではブロフェルドも女装したり、ボンドが何もしていないにもかかわらず追手が自滅するなど、全体的にコント的描写が多い。コネリー演じるボンドもそれまでより人を食ったような言動が多くなった。他にもマンネリ化や説明不足な描写を指摘されるなど、評価はそれまでの作品よりも低いものとなった。一方でこのコメディ路線は人気を復活させた3代目ボンドのロジャー・ムーアに引き継がれることになる。また、アクションシーンも狭いエレベーター内で大男同士が殴りあう、駐車場でのカーチェイスなど新しい試みも見られる。本作の敵は当初、ダイヤモンド狂のゴールドフィンガーの弟であり、扮するのは兄同様、ゲルト・フレーベの予定であったが、ブロッコリが夢のお告げがあったとして、ブロフェルドに変更する。しかし、前二作と違って本作の原作にはブロフェルド及びスペクターは登場しないため、スペクター関連の権利を持つケヴィン・マクローリーが猛抗議、本作を最後にスペクターはシリーズから姿を消すこととなり、2015年の『007 スペクター』まで登場しなくなる。

## ストーリー
日本、カイロなどブロフェルド（チャールズ・グレイ）の足跡を追うボンド（ショーン・コネリー）が、遂に宿敵ブロフェルドを見付け、影武者共々殺害する。
M（バーナード・リー）はボンドに休養を兼ねた地味な任務として南アフリカから発掘される大量のダイヤモンドが何者かに盗難・密輸され、闇市場にも出ずに消失している事件の捜査を命じる。
ボンドはアムステルダムへ向かい、ダイヤの運び屋ピーター・フランクス（ジョー・ロビンソン）として、ティファニー・ケイス（ジル・セント・ジョン）と言う女性に接触する。しかし、本物のフランクスが脱走してティファニーに接触しようとしたため、ボンドはフランクスを殺害。とっさに自分の身分証を死んだフランクスの懐に入れてボンドが殺されたことにする。
その遺体にダイヤを隠し、ロスへ密輸する。ボンドは事件を調査していくうちに、謎の陰謀と凶悪な黒幕に挑むこととなる。

## キャスト
- ジェームズ・ボンド - ショーン・コネリー
- ティファニー・ケイス（英語版） - ジル・セント・ジョン
- エルンスト・スタヴロ・ブロフェルド - チャールズ・グレイ
- フェリックス・ライター - ノーマン・バートン（英語版）
- プレンティ・オトゥール - ラナ・ウッド
- ウィラード・ホワイト - ジミー・ディーン
- ミスター・ウィント（英語版） - ブルース・グローヴァー
- ミスター・キッド（英語版） - パター・スミス
- M - バーナード・リー
- Q - デスモンド・リュウェリン
- マネーペニー - ロイス・マクスウェル
- バート・サクスビー - ブルース・キャボット
- ピーター・フランクス - ジョー・ロビンソン
- メッツ教授 - ジョセフ・ファースト
- シェイディ・トリー - レナード・バー
- スランバー - デビッド・バウアー
- バンビ - ローラ・ラーソン
- サンパー - トリナ・パークス
- クラウス・ハーガシャイマー - エド・ビショップ
- 殺し屋 - マーク・ローレンス
- スタント - ボブ・シモンズ

### 日本語吹替
| 役名                               | 俳優                     | TBS版1   | TBS版2     | ソフト版   |
| ---------------------------------- | ------------------------ | -------- | ---------- | ---------- |
| ジェームズ・ボンド                 | ショーン・コネリー       | 若山弦蔵 | 内海賢二   | 若山弦蔵   |
| ティファニー                       | ジル・セント・ジョン     | 武藤礼子 | 沢田敏子   | 岡寛恵     |
| エルンスト・スタヴロ・ブロフェルド | チャールズ・グレイ       | 内田稔   | 小林修     | 佐々木梅治 |
| M                                  | バーナード・リー         | 今西正男 | 石森達幸   | 藤本譲     |
| ミス・マネーペニー                 | ロイス・マクスウェル     | 花形恵子 | なし       | 泉裕子     |
| Q                                  | デスモンド・リュウェリン | 田中康郎 | 中庸助     | 白熊寛嗣   |
| ホワイト                           | ジミー・ディーン         | 日高晤郎 | 麦人       | 青山穣     |
| プレンティ                         | ラナ・ウッド             | 有馬瑞香 | さとうあい | 中尾真紀子 |
| ミスター・キッド                   | パター・スミス           | 安田隆   | 若本規夫   | 遠藤純一   |
| ミスター・ウィント                 | ブルース・グローヴァー   | 藤城裕士 | 稲葉実     | 落合弘治   |
| フィリックス・ライター             | ノーマン・バートン       | 伊井篤史 | 石井敏郎   | 辻親八     |
| メッツ教授                         | ジョセフ・ファースト     | 石井敏郎 | 村松康雄   | 中博史     |
| サー・ドナルド・マンガー           | ローレンス・ネイスミス   | 久保晶   | 宮田光     | 菅原淳一   |
| サクスビー                         | ブルース・キャボット     | 国坂伸   | 藤本譲     | 佐々木省三 |
| バンビ                             | ローラ・ラースン         | 有馬瑞香 | さとうあい | 加納千秋   |
| ザンパー                           | トリナ・パークス         | 高島雅羅 | 鈴木みえ   | 一木美名子 |
| ミスター・スランバー               | デヴィッド・バウアー     |          |            | 星野充昭   |
| クラウス・ハーガシャイマー         | エド・ビショップ         | 宮村義人 | 小室正幸   |            |
| ピーター・フランクス               | ジョー・ロビンソン       | 幹本雄之 | 辻親八     |            |
| 保安官                             | ロイ・ホリス             | 菅沼赫   | 藤本譲     |            |
| ディーラー                         | E・J・'テックス'・ヤング | 大山高男 | 加藤正之   |            |
| マキシー                           | エド・コール             | 屋良有作 | 笹岡繁蔵   |            |
| 少年                               | ゲイリー・デュビン       | 松田辰也 | 鈴木みえ   |            |

※キングレコードから発売の特別版DVDにはTBS版の2バージョンの吹替を収録。
- TBS版1 - 初回放送、1980年4月6日19:00-20:55 『特別ロードショー』（本編約97分）
プロデューサー - 熊谷国雄、演出 - 佐藤敏夫、翻訳 - 木原たけし、日本語版制作 - 東北新社/TBS
※映画番組でなく、特別枠で初放映された初めての007作品。
その後本編はさらにカットされ『月曜ロードショー』等で再放送された。
（再放送以後の本編時間は最長でも約94分）
- TBS版2 - 初回放送、1990年6月27日21:00-22:54 『水曜ロードショー』
プロデューサー - 上田正人、演出 - 小山悟、翻訳 - 木原たけし、日本語版制作 - 東北新社/TBS
- ソフト版 - 初出、2006年11月22日発売 DVD アルティメット・コレクション
その他声の出演︰大久保利洋、最上嗣生、奈良徹、小松史法
演出 - 伊達康将、翻訳 - 平田勝茂、調整 - 高久孝雄、制作 - 東北新社

## スタッフ
- 監督 - ガイ・ハミルトン
- 製作 - ハリー・サルツマン、アルバート・R・ブロッコリ
- 脚本 - トム・マンキーウィッツ、リチャード・メイボーム
- 音楽 - ジョン・バリー
- 撮影 - テッド・ムーア
- 編集 - バート・ベイツ、ジョン・W・ホームズ
- 主題歌 - シャーリー・バッシー
- プロダクション・デザイン - ケン・アダム
- 美術 - ビル・ケニー、ジャック・マクステッド
- 特殊効果 - レスリー・ヒルマン、ウィッティ・マクマホン
- 視覚効果 - ウォーリー・ヴィーヴァーズ、アルバート・ウィットロック
- メインタイトル・デザイン - モーリス・ビンダー

## 興行成績
1971年の映画の世界興行成績で、第1位を記録した。これは、『ゴールドフィンガー』以来4作、7年ぶりのことだった。米国では前作より1100万枚多くチケットが売れた。日本では、1972年の外国映画の興行成績で『ゴッドファーザー』に次ぐ第2位。

## 主題歌
シャーリー・バッシーが2度目の起用となり、同タイトル曲を歌っている。イギリスの「ミュージック・ウィーク」誌では、最高位27位、アメリカの「ビルボード」誌では、最高位57位を獲得している。同サウンドトラック・アルバムは、「ビルボード」誌アルバム・チャートで、最高位74位を獲得している。
『ゴールドフィンガー』に続くシャーリー・バッシーの起用について、ガイ・ハミルトンは「僕は個人的に彼女の大ファンなので」とインタビューで答えている。